# Elliptera astigmatica
Elliptera astigmatica là một loài ruồi trong họ Limoniidae. Chúng phân bố ở miền Tân bắc.